# Ђорђе Стојиљковић
 Ђорђе Стојиљковић Кореја (Крагујевац, 10. април 1913—Крагујевац 31. јануар 1978) био је југословенски и српски фудбалер.

## Биографија и каријера
Каријеру је почео у Радничком Крагујевац, да би од 1937. године заиграо за БСК Београд, за који је играо до 1944. године и освојио Првенство Југославије у сезони 1938/39.
За селекцију Београда одиграо је 5 утакмица, а 3 за репрезентацију Југославије. Прву утакмицу за Југославију одиграо је 31. марта 1940. године против селекције Румуније у Букурешту за Дунавски куп, другу 14. априла 1940. године на мечу против репрезентације Немачке у Бечу, а трећу 22. септембра 1940. године против Румуније у Београду, за Дунавски куп.
Погинуо је 31. јануара 1978. године враћајући се из риболова, када је настрадао у аутомобилској несрећи у близини Крагујевца, на путу за Краљево.